# Albumy numer jeden w roku 1991 (Japonia)
Notowanie Weekly Album Chart (jap. 週間アルバムランキング Shūkan Arubamu Chāto) przedstawia najlepiej sprzedające się albumy w Japonii. Publikowane jest ono przez magazyn Oricon Style, a dane kompletowane są przez Oricon w oparciu o cotygodniowe wyniki sprzedaży fizycznej albumów. Poniżej znajdują się tabele prezentujące najpopularniejsze albumy w danych tygodniach w roku 1991.

## Oricon Weekly Album Chart
| Data            | Album                                           | Wykonawca               | Źródło |
| --------------- | ----------------------------------------------- | ----------------------- | ------ |
| 7 stycznia      | wstrzymanie publikacji                          | wstrzymanie publikacji  |        |
| 14 stycznia     | PRINCESS PRINCESS                               | Princess Princess       | [ 1 ]  |
| 21 stycznia     | PRINCESS PRINCESS                               | Princess Princess       | [ 1 ]  |
| 28 stycznia     | PRINCESS PRINCESS                               | Princess Princess       | [ 1 ]  |
| 4 lutego        | K2C                                             | Kome Kome Club          | [ 1 ]  |
| 11 lutego       | K2C                                             | Kome Kome Club          | [ 1 ]  |
| 18 lutego       | K2C                                             | Kome Kome Club          | [ 1 ]  |
| 25 lutego       | K2C                                             | Kome Kome Club          | [ 1 ]  |
| 4 marca         | START                                           | Jun Sky Walker(s)       | [ 1 ]  |
| 11 marca        | GREEN                                           | Midori Karashima        | [ 1 ]  |
| 18 marca        | mind Universe                                   | Shizuka Kudō            | [ 1 ]  |
| 15 marca        | GREEN                                           | Midori Karashima        | [ 1 ]  |
| 1 kwietnia      | Yamada katsute-nai CD (jap. やまだかつてないCD) | Yamada katsute-nai Wink | [ 1 ]  |
| 8 kwietnia      | Yamada katsute-nai CD (jap. やまだかつてないCD) | Yamada katsute-nai Wink | [ 1 ]  |
| 15 kwietnia     | Higher Self                                     | Kyōsuke Himuro          | [ 1 ]  |
| 22 kwietnia     | Higher Self                                     | Kyōsuke Himuro          | [ 1 ]  |
| 29 kwietnia     | LINDBERG IV                                     | LINDBERG                | [ 1 ]  |
| 6 maja          | Kome Kome Club (jap. 米米CLUB)                  | Kome Kome Club          | [ 2 ]  |
| 13 maja         | Kome Kome Club (jap. 米米CLUB)                  | Kome Kome Club          | [ 2 ]  |
| 20 maja         | LINDBERG IV                                     | LINDBERG                | [ 2 ]  |
| 27 maja         | Oh! Yeah!                                       | Kazumasa Oda            | [ 2 ]  |
| 3 czerwca       | Oh! Yeah!                                       | Kazumasa Oda            | [ 2 ]  |
| 10 czerwca      | MARS                                            | B’z                     | [ 2 ]  |
| 17 czerwca      | SCENE II                                        | Aska                    | [ 2 ]  |
| 24 czerwca      | SCENE II                                        | Aska                    | [ 2 ]  |
| 1 lipca         | ARTISAN                                         | Tatsurō Yamashita       | [ 2 ]  |
| 8 lipca         | WASHING                                         | Mariko Nagai            | [ 2 ]  |
| 15 lipca        | Jealousy                                        | X                       | [ 2 ]  |
| 22 lipca        | Lucky                                           | Misato Watanabe         | [ 2 ]  |
| 29 lipca        | Chou-fleur                                      | Takako Okamura          | [ 2 ]  |
| 5 sierpnia      | afropia                                         | Kyōko Koizumi           | [ 2 ]  |
| 12 sierpnia     | afropia                                         | Kyōko Koizumi           | [ 2 ]  |
| 19 sierpnia     | afropia                                         | Kyōko Koizumi           | [ 2 ]  |
| 26 sierpnia     | SCENE II                                        | Aska                    | [ 2 ]  |
| 2 września      | Calendar Girl                                   | Ayumi Nakamura          | [ 2 ]  |
| 9 września      | EDGE OF THE KNIFE                               | Shōgo Hamada            | [ 2 ]  |
| 16 września     | EXPO                                            | TMN                     | [ 2 ]  |
| 23 września     | Lluvia                                          | Miki Imai               | [ 2 ]  |
| 30 września     | KUBOJAH                                         | Toshinobu Kubota        | [ 2 ]  |
| 7 października  | GUITARHYTHM II                                  | Tomoyasu Hotei          | [ 2 ]  |
| 14 października | Revolution                                      | Hideaki Tokunaga        | [ 2 ]  |
| 21 października | TREE                                            | CHAGE&ASKA              | [ 2 ]  |
| 28 października | TREE                                            | CHAGE&ASKA              | [ 2 ]  |
| 4 listopada     | TREE                                            | CHAGE&ASKA              | [ 2 ]  |
| 11 listopada    | EXTRA FLIGHT                                    | LINDBERG                | [ 2 ]  |
| 18 listopada    | EXTRA FLIGHT                                    | LINDBERG                | [ 2 ]  |
| 25 listopada    | MILLION KISSES                                  | Dreams Come True        | [ 2 ]  |
| 2 grudnia       | DAWN PURPLE                                     | Yumi Matsutōya          | [ 2 ]  |
| 9 grudnia       | IN THE LIFE                                     | B’z                     | [ 2 ]  |
| 16 grudnia      | DOLLS IN ACTION                                 | Princess Princess       | [ 2 ]  |
| 23 grudnia      | JAPAN                                           | Tsuyoshi Nagabuchi      | [ 2 ]  |
| 30 grudnia      | JAPAN                                           | Tsuyoshi Nagabuchi      | [ 2 ]  |